# 南风古灶
南风古灶是一個位于广东省佛山市禅城区石湾镇街道高庙路的窯，始建于1506年，明朝正德年间，至今已有超过500年的历史。对研究中国的陶瓷生产技术的发展具有重要的价值。
南风古灶是全国重点文物保护单位、國家AAAA級旅遊景區、佛山新八景之一，并载入吉尼斯世界纪录。

## 主要景点
南风古灶主要景点有广东石湾陶瓷博物馆、石湾公仔街、国际陶艺家村、古灶榕风、古寮场等。另有高灶、林家厅、高庙偏厅三个市级文物保护单位和瑞龙献宝、古灶榕风、仿古寮场、镇牛井等分景点。

## 主体设施
石湾古代烧制瓷器以龙窑为主。龙窑常以依山而建，也有在平地垒筑高台建设。它的倾斜设计方便烧制时顺应火势。因为它的整体形态宛如一条巨龙从天而降，所以名为“龙窑”。石湾人旧称窑为“灶”。南风灶的炉口对着正南方，窑尾有400年以上历史的榕树，夏天的时候凉风习习，所以得名“南风”。
南风古灶历代不断加建，如现在的烟囱是近代建成的。现时窑体总长37.8米，窑身墙体外宽6米，内宽平均2.3米。窑面有火眼34排，每排5个，按照石湾陶瓷业的行话一排火眼有一下火，所以共有34下火。这些火眼是烧窑时投放木柴的入口。窑侧有4个用于陶制品出入的灶口。
传统说法有石湾龙窑“每窑一件宝”。这是因为龙窑有“窑气”现象。烧窑时因温度变化而有“窑变”，而获得罕见的釉色变化的陶瓷制品。
南风古灶以前主要烧制大盆类产品，现在为工厂煅烧园林花盘产品。

## 配套设施
围绕南风古灶佛山建成了“南风古灶旅游景区”。游客可以与陶工一起参与制作陶器；参观古民居、古作车；欣赏舞狮、武术、粤剧、剪纸等民间艺术。
近年来，佛山政府希望发展创意产业以取代石湾迁出的陶瓷工业。南风古灶作为一个标志性景点，也是产业转型的标志性景点。

## 特殊活动
2010年2月6日，南风古灶因应“首届禅城岭南年俗欢乐节暨创意春节”举行龙窑祈福仪式，拜祭灶神。

## 图集
- 南风古灶内部
- 南风古灶内部
- 南风古灶内部
- 高灶陶窑内部
- 高灶陶窑内部
- 高灶陶窑内部
- 南风古灶省保碑
- 南风古灶国保碑